# Matija Murković
Matija Murković (14. listopada 1882. – 10. srpnja 1944.), austrougarski i hrvatski časnik. 
Pohađao je u Vojnu akademiju u Budimpešti. Dana 18. kolovoza 1901. godine stupio je kao časnik u Kraljevsko hrvatsko domobranstvo.